# Evald Iljenkov
Evald Vasiljevitj Iljenkov (Э́вальд Васи́льевич Илье́нков), född 18 februari 1924 i Smolensk, död 21 mars 1979 i Moskva, var en rysk marxistisk filosof och författare. Iljenkov utvecklade bland annat den dialektiska logiken. Iljenkov betraktas som en företrädare för deborinismen, uppkallad efter den ryske marxistiske filosofen Abram Deborin.

## Biografi
Iljenkov avlade examen vid Moskvas statliga universitet. Hans avhandling, i vilken han granskar Sovjetunionens officiella filosofi, blev fördömd som en hegeliansk misstolkning och mensjevikisk idealism och Iljenkov avskedades från universitetet. Iljenkov fick för sitt försvar av det fria ordet många beundrare, men han drabbades även av förföljelser från officiella sovjetiska myndigheter.
Med tiden blev Iljenkov alltmer isolerad; han begick självmord 1979.